# 陳浩恩
秦豪溵（韓語：진호은，2000年9月1日—），另譯作晉豪溵、陳浩恩，韓國男演員。

## 演出作品

### 電視劇
- 2018年：《告白日記》飾演 車仁煥
- 2018年：Ykicky studio《當想像成為現實》飾演 洪俊基
- 2019年：PUBG:BATTLEGROUNDS《致曾經美好的我們》飾演 前男友
- 2019年：KBS2《愛情是Beautiful，人生是Wonderful》飾演 具俊謙(EP01-04)
- 2019年：Studio Orca《偶像X失蹤事件》飾演 李記者
- 2019年：NAVER TV《祕密的秘密》飾演 徐載民
- 2019年：Netflix《喜歡的話請響鈴》飾演 學生
- 2020年：JTBC《Twenty-Twenty》飾演 姜大根[2]
- 2021年：playlist《RE-FEEL》飾演 姜大根
- 2021年：JTBC《無法抗拒的他》飾演 知婉聯誼的對象
- 2022年：Netflix《殭屍校園》飾演 鄭敏宰[3]
- 2022年：tvN《流星》飾演 卞正烈[4]
- 2022年：Disney+《第三人稱復仇》飾演 謝仲景[5]
- 2022年：Watcha《離別的食譜》飾演 姜宰浩[6]
- 2022年：JTBC《作文比賽少年的愛情》飾演 朴亨道/徐康宇[7]
- 2023年：tvN《大指揮家：弦上的真相》飾演 金奉柱[8]
- 2024年：TVING《大都市的爱情法》飾演  圭浩
- 2025年：tvN《討厭的愛情》飾演
- 待定：TVING《Unfriend》飾演

### 電影
- 2019年：《抗爭:柳寬順的故事》飾演 南監獄囚犯
- 2020年：《笨蛋二人組》飾演 南志勳
- 2020年：《漢城少年事件簿2》飾演 俊秀

## 外部連結
- 陳浩恩的Instagram帳戶